# 拉斯穆斯·拉斯穆森
拉斯穆斯·拉斯穆森（丹麥語：Rasmus Rasmussen，1899年5月26日—1974年4月11日），丹麦男子竞技体操运动员。他曾代表丹麦获得1920年夏季奥运会体操比赛男子团体瑞典式银牌。他于1974年在欧登塞去世。